# Hrabství Saint-Pol
Hrabství Saint-Pol (nebo Sint-Pols) bylo hrabství, které po většinu času náleželo k Flandrám. Nacházelo se mezi zeměmi Artois, Pikardií a hrabstvím Boulogne v dnešní Belgii. Území hrabství se soustředilo kolem města Saint-Pol-sur-Ternoise (Sint-Pols-aan-de-Ternas), přilehlý kraj se nazýval Ternois. 
U vlády nad hrabstvím se prostřídalo několik rodů, zejména Châtillonové a Lucemburkové, nakonec Bourboni. Vzniklo v první pol. 11. století, prvním doloženým hrabětem byl Rogier (1031–1067), předtím bylo území nedílnou součástí Flander. 
Nejznámějším hrabětem byl Ludvík, konstábl ze Saint-Pol. Byl vydán Karlem Smělým Ludvíkovi XI. Francouzskému a v roce 1475 mu Ludvík sťal hlavu za velezradu. Smlouvou ze Senlis byl Saint-Pol roku 1493 začleněn do Svaté říše římské. Roku 1537 bylo hlavní město zpustošeno vojsky císaře Karla V. a roku 1787 byl Saint-Pol anektován sousedním hrabstvím Artois, poté Francií v roce 1790.

## Symbolika

znaky vládnoucích rodů:
Campdavaine
Châtillonové
Bloiská větev Châtillonů
Lucemburkové
Bourboni